# Verso il West!
Verso il West! (Westward Ho) è un film western del 1935 diretto da Robert N. Bradbury e interpretato da John Wayne.

## Trama
La famiglia Wyatt sta viaggiando sulla pista di Reno, diretta verso il West, quando viene attaccata dalla banda di fuorilegge di Whit Ballard. I fuorilegge rubano il bestiame, uccidono Mark Wyatt e sua moglie, e portano via il loro figlio più piccolo Jim, abbandonando da solo il figlio più grande, John.
Dopo una dozzina d'anni John, ormai adulto, forma una squadra di vigilantes chiamata i "Cavalieri Canterini" per ripulire la California dalle bande di fuorilegge e proteggere le carovane in viaggio.
John si fa assumere come guida da Lafe Gordon e da sua figlia Mary, che, dopo aver guadato lo Snake, stanno percorrendo con il loro bestiame la pista di Reno. Durante il tragitto si unisce al gruppo anche Jim, che adesso lavora per Ballard. Approfittando dell'assenza di John, Jim porta la mandria verso i Talbot Meadows dove viene attaccata dalla banda di Ballard. Ma John insieme con i "Cavalieri Canterini" riesce a sgominare la banda e a farsi dire da Red, uno dei suoi componenti, che Whit Ballard si trova a Grass Valley.
Jim avverte Whit Ballard, rapisce Mary e recapita un messaggio a John con la richiesta di recarsi da solo presso il Blank Canyon se vuole liberarla. Jim è d'accordo con Whit Ballard per attaccare John al Blank Canyon e successivamente rapinare insieme la banca di Grass Valley. Ma Ballard è preoccupato che Jim possa venire a sapere che John è suo fratello e preferisce rapinare subito la banca, allontanandosi poi dalla città.
Jim torna a Grass Valley e si accorge di essere stato ingannato. Mary gli svela che John è suo fratello e Jim si reca al Blank Canyon per salvarlo. Successivamente i due, insieme con i "Cavalieri Canterini", raggiungono la banda dei fuorilegge. Nello scontro a fuoco Jim verrà ucciso, ma John riuscirà a vendicare la sua famiglia eliminando Whit Ballard.
A questo punto John potrà fare ritorno al suo ranch, portando insieme con lui Mary, di cui è innamorato.